# Solfertje
Tom Poes en Solfertje of kortweg Solfertje is 35ste verhaal uit de Bommelsaga, geschreven en getekend door Marten Toonder. Het verhaal verscheen voor het eerst op 9 maart 1949 liep tot 21 juni van dat jaar. Thema: De ontdekking van anorganisch leven op kasteel Bommelstein.

## Samenvatting
In een niet meer gebruikt deel van Bommelstein ontdekken Heer Bommel en Top Poes een oud laboratorium.  Er valt een fles, en opeens blijkt er nog iemand in de ruimte te zijn. Het wezen lijkt wel schattig, maar al gauw beginnen de problemen; het eet alles wat mensen niet kunnen eten. Als professor Sickbock erachter komt wordt het alleen maar erger. Uiteindelijk wordt echter het 'oplosmiddel' gevonden. 
Dit verhaal is ook uitgegeven als grijs oblong-boekje, maar uitgever en jaartal staan er niet in. Wel staat er 1. Solfertje op de voorkant.

## Voetnoot
1. ↑  In de eerste 18 stroken is het Solvertje, in de titel van het verhaal en de naam van het wezentje.